# MuuMuse
MuuMuse é um blog musical norte-americano com sede em Milford, Connecticut, responsável por divulgar notícias e análises críticas sobre álbuns e canções, publicado diariamente. Foi fundado em 2007 por Brad Stern, que ainda o edita. Descrito por seu próprio fundador como um site que é escrito de forma hilária, mas também muito séria, o blog ainda tem uma seção dedicada somente à cantora Britney Spears e foi elogiado pela atriz e cantora JoJo como agradável.
Já foi citado como destaque em matérias do periódico The New York Times.